# Wilhelmina Drucker
Wilhelmina Drucker właśc. Wilhelmina Elizabeth Lensing (ur. 30 września 1847 w Amsterdamie, zm. 5 grudnia 1925 tamże) – jedna z pierwszych holenderskich feministek, działaczka społeczna, sufrażystka i pisarka tworzącą pod pseudonimami Gipsy, Gitano i E. Prezcier. 

## Życie
Wilhelmina Elizabeth Drucker była jedną z dwóch nieślubnych córek modystki Constanti Christiny Lensing i bankiera, niemieckiego Żyda, Louisa Druckera, który odmówił prawnego uznania dzieci i nie łożył na ich utrzymanie. Wzrastając w trudnych warunkach Wilhelmina Drucker sama zadbała o swoją edukację, poświęcając każdą wolną chwilę na lekturę dostępnych jej książek. Od wczesnych lat związana była z ruchem socjaldemokratycznym.
Po śmierci ojca Drucker wniosła sprawę do sądu o prawo do spadku przeciwko swojemu przyrodniemu bratu, liberalnemu politykowi Hendrikowi Lodewijkowi Druckerowi. W 1888 roku sąd wydał orzeczenie na jej korzyść, w wyniku czego uzyskała finansową niezależność.

## Działalność
Począwszy od 1886 roku Drucker uczestniczyła w spotkaniach związków zawodowych, podczas których dyskutowano idee głoszone przez socjalistów. Przyczyniła się do powstania pierwszego masowego ruchu kobiecego w Holandii.
W 1889  powołała do życia Vrije Vrouwen Vereeniging (pol. Stowarzyszenie Wolnych Kobiet). Stowarzyszenie prowadziło działalność na rzecz równości prawnej, ekonomicznej i politycznej kobiet i mężczyzn, w tym o prawa kobiet do edukacji, pracy i własności. 
Drucker starała się również doprowadzić do zmiany prawnej sytuacji kobiet w małżeństwie. Holenderskie prawo opierało się wówczas na Kodeksie Napoleona, w którym kobieta była traktowana jako osoba niepełnoletnia, w chwili zamążpójścia przechodząca pod opiekę męża, który stawał się także dysponentem jej majątku. W 1891 roku Drucker, jako reprezentantka Stowarzyszenia Wolnych Kobiet, brała udział w międzynarodowym kongresie, organizowanym przez socjalistów i związki zawodowe w Brukseli. W trakcie kongresu wystąpiła, wraz z działaczkami z Austrii, Niemiec i Włoch, z postulatem rezolucji, by partie socjalistyczne w swoich programach walczyły o równość polityczną oraz ekonomiczną kobiet i mężczyzn. 

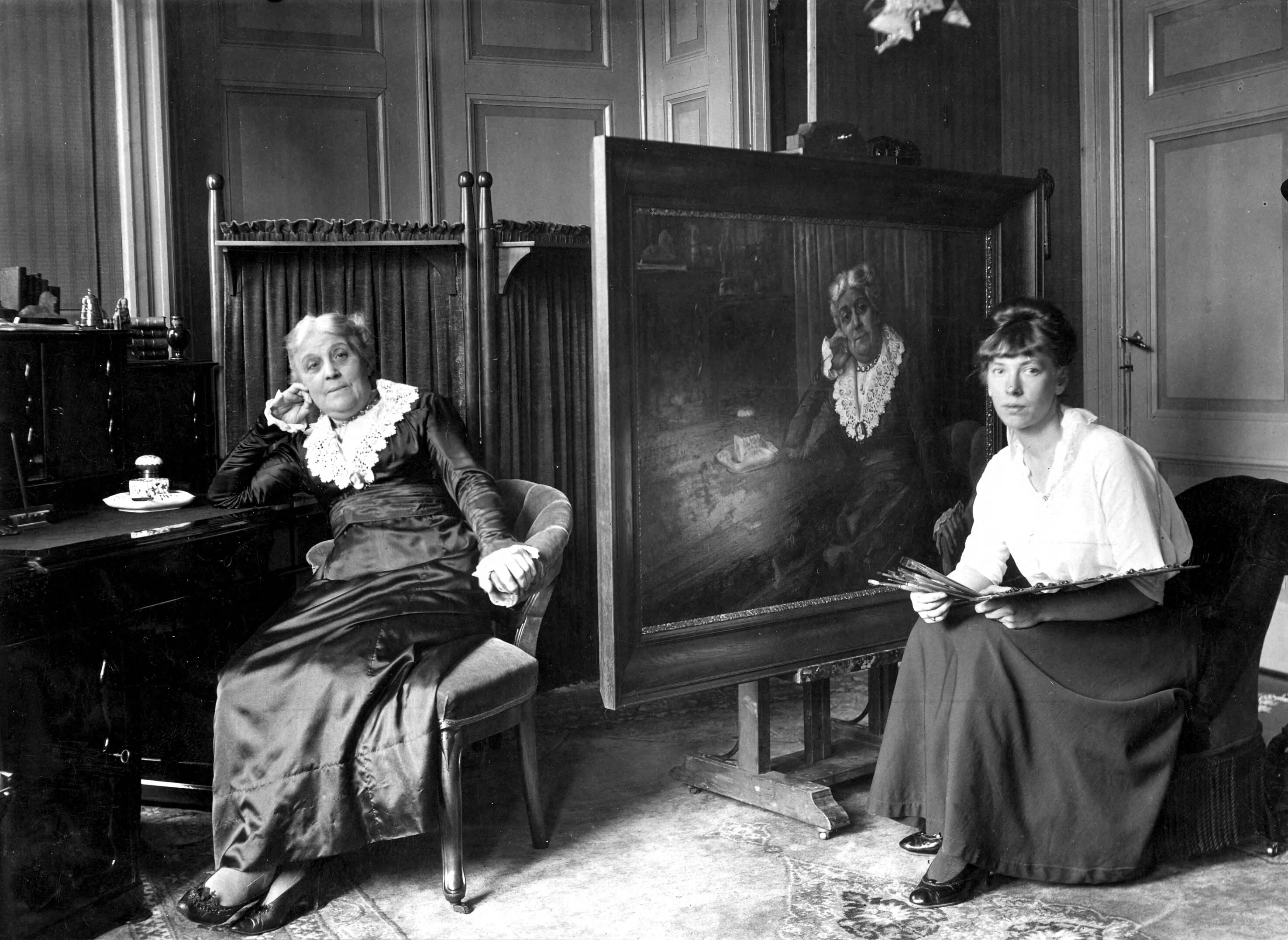
70-letnia Drucker pozująca do portretu belgijskiej malarce Truus Claes

Drucker była też zaangażowana w prace nad zmianą ustawodawstwa regulującego warunki pracy kobiet. Obowiązujące prawo dzieliło kobiety na panny i mężatki. Mężatka musiała uzyskać zgodę męża na podjęcie pracy. W 1893 roku założyła, wraz ze swoją współpracownicą Dorą Schook-Haver, magazyn „Evolutie”, który ukazywał się do 1926 roku. Zamieściła w nim, pod wspólnym tytułem Ojcostwo i macierzyństwo, artykuły koncentrujące się na problematyce świadomego rodzicielstwa. Analizowała je przez pryzmat ekonomiczny, społeczny oraz polityczny. W 1891 uczestniczyła w tworzeniu Vereeniging voor Vrouwenkiesrecht (pol. Stowarzyszenie Sufrażystek). Pracowała z kobietami działającymi w związkach zawodowych, jeździła po kraju z odczytami, których celem było uświadamianie kobietom ich praw. W 1897 roku została członkinią Vereeniging Onderlinge Vrouwenbescherming (pol. Towarzystwo Ochrony Kobiet) – towarzystwa, które działało na rzecz niezamężnych matek i ich potomstwa. W ostatnim okresie swego aktywnego życia zaangażowała się w ruch pacyfistyczny, protestując przeciw I wojnie światowej i poborowi do wojska. Organizowała też kobiety, by złagodzić niepokój społeczny i ekonomiczny.
Drucker jest także autorką powieści George David, w której atakowała podwójną moralność mieszczańskiego społeczeństwa, opisując wykorzystywanie naiwnych, biednych i niewykształconych kobiet przez mężczyzn. Nawiązywała w niej do historii swojej rodziny i postaci ojca, który uznał tylko dzieci pochodzące ze związku z zamożną kobietą.

## Wpływ
W 1969 grupa holenderskich i belgijskich feministek założyła organizację nazwaną na cześć Wilhelminy Drucker Dolle Mina (pol. Szalona Mina). Jedna z ich akcji nosiła nazwę Baas in eigen buik (pol. Właścicielka własnego brzucha).

## Prace
- Internationaal Archief voor de Vrouwenbeweging : jaarboek = Yearbook International Archives for the Women's Movement : I. - Leiden : Brill, 1937. - 175p. : foto's
- Rapport van de Enquête-commissie, ingesteld door het Comité van Actie tegen het ontslag der gehuwde ambtenaressen / Wilhelmina Drucker, W. Willink-Altes. - [S.l.] : [s.n.], 1928. - 3 p.
- De verbetering van het recht der vrouw. Par. 1. De Vrije Vrouwenvereeniging / Wilhelmina Drucker. - Amsterdam : Elsevier, 1918. - 14p. Overdruk uit: De vrouw, de vrouwenbeweging en het vrouwensvraagstuk. Encyclopaedisch Handboek deel II onder redactie van C.M. Werker-Beaujon, Clara Wichmann en W.H.M. Werker p. 136-149.
- Waarde voorstander(ster) / M.W.H. Rutgers-Hoitsema, Martina G. Kramers, W. Drucker, M.J. de Soete. - [S.L.] : Vereeniging "Nationaal Comité in zake wettelijke regeling van vrouwenarbeid", 1916. - 1p.
- Geen blinde volgelingen : opgedragen aan de leden der Vereeniging voor Vrouwenkiesrecht / J.S.R. Baerveld-Haver, Wilhelmina Drucker, Nine Minnema, Jacoba F.D. Mossel, M.S. Wiener. - Amsterdam : [s.n.], 1916. - 19p. Xeroks
- Waarom kiezen de vrouwen niet mee? / Wilhelmina Drucker. - Amsterdam : Vrije Vrouwenvereeniging, 1915. - 2p.
- Moederschap : sexueele ethiek / M. Cohen Tervaert-Israëls, J. Rutgers, G. Kaptein-Muysken, W. Drucker, Ch. Carno-Barlen, Est.H. Hartsholt-Zeehandelaar, Titia van der Tuuk, Martina G. Kramers, C.C.A. de Bruine-van Dorp, Lod. van Mierop, S. van Houten, J.C. de Bruïne ; Nationaal Comité voor Moederbescherming en Sexueele Hervorming. - Almelo : Hilarius, 1913. - 158p.
- Autour du travail de la femme / W. Drucker. - Amsterdam : [s.n.], 1911. - 14p.
- Vrouwenarbeid in het verleden en in het heden : rede gehouden op de Algemeene Vergadering van den Nationalen Vrouwenraad in Nederland op 26 april 1906 te Groningen / Wilhelmina Drucker. - [S.l.] : [s.n.], 1906. - 10p.
- Over vrijen en trouwen, waar velen van houwen / Wilhelmina Drucker. - [S.l.] : [s.n.], 1905. - p. 138-139